# Copeiro (povoação)
Copeiro é uma povoação distante de 1 km a sul da sede de freguesia, Paião, pertencente ao concelho de Figueira da Foz e tendo uma população variável de cerca de 450 habitantes.
Disposta ao longo da estrada que liga Paião a Seiça, a povoação do Copeiro terá uma origem tão antiga quanto a do culto e da sucessiva ordem monástica que perdurou em Seiça, do século XII ao século XIX. Os seus habitantes mantiveram uma ligação constante a Santa Maria de Seiça que os levou mesmo a resgatar pedras da ombreira de uma porta aquando da passagem da Ordem Beneditina para a de Cister, acabando por incorporá-las numa capela com devoção a S. Bento, mantendo o culto vivo até aos nossos dias.
A toponímia demonstra o tipo de serviços que poderiam ser prestados pelos habitantes circundantes do Mosteiro, tendo em conta que "copeiro" era todo o indivíduo que trabalhava na "copa" ou cozinha.
Neste momento, a povoação vive ainda maioritariamente da agricultura e exploração florestal, possuindo algumas pequenas indústrias e comércios. Devido à proximidade com Figueira da Foz e grandes indústrias, Copeiro apresenta-se como uma zona de subúrbio.